# Briñas
Briñas település Spanyolországban, La Rioja autonóm közösségben. Briñas Haro és Labastida községekkel határos. Lakosainak száma 187 fő (2024).

## Népesség
A település népessége az elmúlt években az alábbi módon változott:
| Lakosok száma | 203  | 226  | 252  | 260  | 242  | 217  | 202  | 193  | 190  | 187  |
|               | 2001 | 2004 | 2007 | 2009 | 2012 | 2014 | 2017 | 2019 | 2022 | 2024 |